# 食用鲸皮

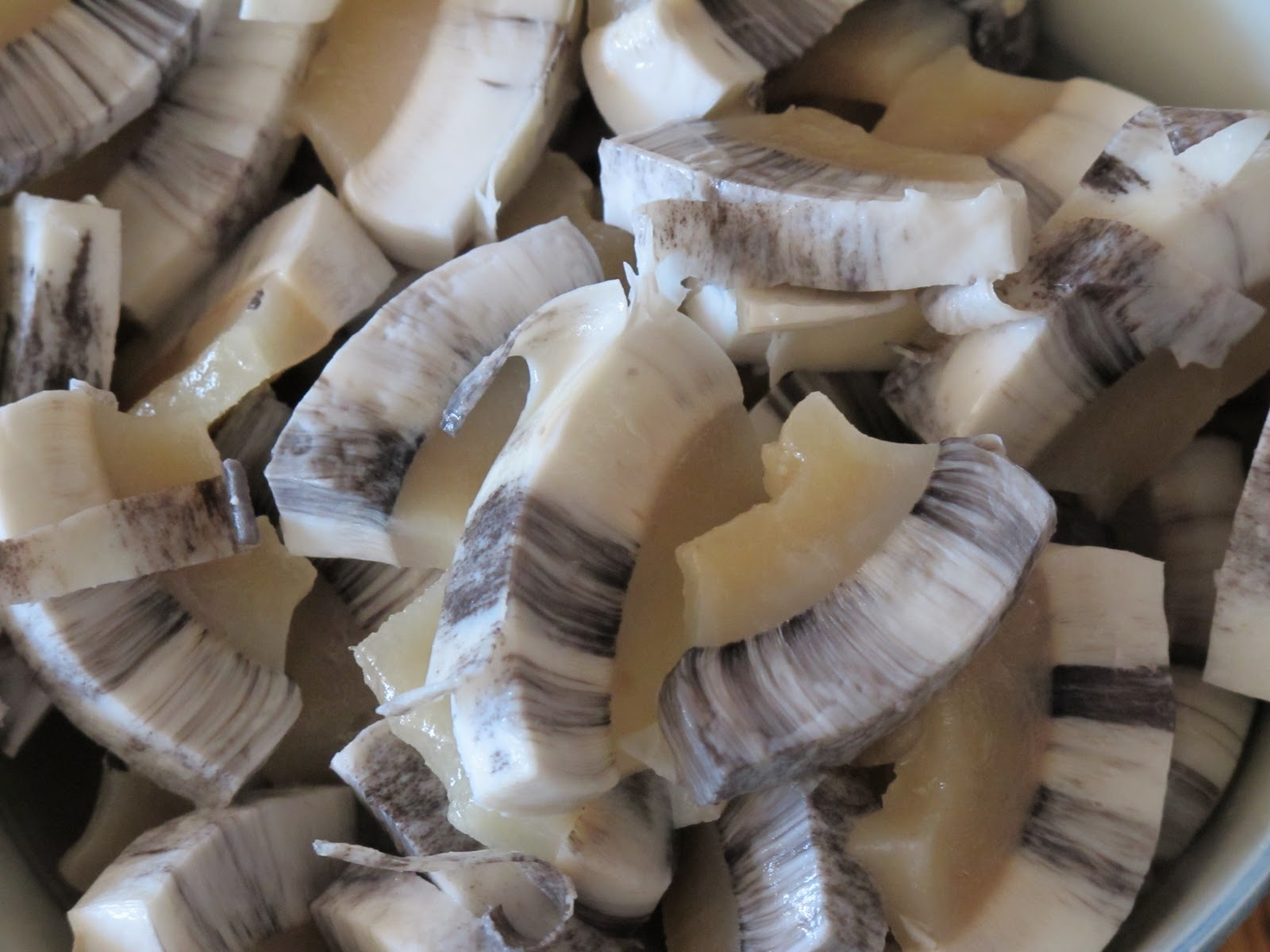
片状的食用鲸皮

食用鲸皮是一种因纽特人的传统饮食，其原材料主要由鯨皮和鯨脂组成。通常情况下弓頭鯨作为该食品的原料，有时也使用白鲸和一角鲸。它通常生吃，有时也可腌制、煮熟后食用。